# Black Clover
Black Clover (jap. ブラッククローバー, Burakku Kurōbā) ist eine Mangaserie des Mangaka Yūki Tabata, die in die Genre Shōnen und Fantasy einzuordnen ist. Sie erscheint seit 2015 in Japan und wurde zwischen 2017 und 2021 als Anime-Fernsehserie umgesetzt.

## Inhalt
Die Handlung spielt in einer Welt, die von Magie beherrscht wird. Die Geschichte dreht sich um die zwei Waisenkinder Asta und Yuno, die zusammen in einer Kirche ausgesetzt wurden und seither unzertrennlich sind. Als Kinder schworen sie sich, dass sie miteinander konkurrieren werden, wer der nächste König der Magier wird. Als die beiden jedoch aufwuchsen, wurden zwischen ihnen große Unterschiede deutlich. Yuno war ein Genie der Magie mit überragender Kraft und Kontrolle, während Asta überhaupt keine Magie anwenden konnte, was er durch körperliches Training auszugleichen versuchte. Als sie mit 15 Jahren ihre Zauberbücher, genannt Grimoires, erhielten, bekam Yuno ein spektakuläres Buch mit einem vierblättrigen Kleeblatt – die meisten erhalten nur eines mit einem dreiblättrigen. Asta hingegen bekam nichts. Die Wahrheit über Astas Fähigkeit wird enthüllt, als Yuno in Gefahr gerät. Schließlich erhält er ein Grimoire mit einem fünfblättrigen Kleeblatt, „schwarzes Kleeblatt“ genannt. Von jetzt an ziehen die beiden hinaus in die weite Welt, dasselbe Ziel vor Augen haltend.

## Veröffentlichung
Ein Pilotkapitel erschien am 28. April 2014 in der Ausgabe 2/2014 des Magazins Shōnen Jump Next!! von Shūeisha. Die eigentliche Serie startete am 16. Februar 2015 (Ausgabe 12/2015) im Magazin Weekly Shōnen Jump. Im April 2022 ging der Manga in eine dreimonatige Unterbrechung zur Vorbereitung den finalen Arcs. Seit Dezember 2023 erscheint die Reihe nicht mehr in der Weekly Shōnen Jump, sondern in der Shōnen Jump Giga.
Der Verlag veröffentlichte die Kapitel auch in bisher 35 Sammelbänden. Diese verkauften sich zuletzt etwa 180.000 mal. Bis Mai 2018 wurden von der Reihe mehr als 5,8 Millionen Exemplare verkauft.
Eine englische Übersetzung erscheint seit Juni 2016 bei Viz Media und eine deutsche seit September 2016 mit bisher 36 Bänden bei Tokyopop (Stand: November 2024).
| Band | Japan            | Japan                  | Deutschland      | Deutschland            |
| Band | Veröffentlichung | ISBN                   | Veröffentlichung | ISBN                   |
| ---- | ---------------- | ---------------------- | ---------------- | ---------------------- |
| 1    | 4. Juni 2015     | ISBN 978-4-08-880416-3 | 15. Sep. 2016    | ISBN 978-3-8420-2449-6 |
| 2    | 4. Aug. 2015     | ISBN 978-4-08-880452-1 | 17. Nov. 2016    | ISBN 978-3-8420-2519-6 |
| 3    | 3. Okt. 2015     | ISBN 978-4-08-880489-7 | 12. Jan. 2017    | ISBN 978-3-8420-2520-2 |
| 4    | 4. Dez. 2015     | ISBN 978-4-08-880567-2 | 16. März 2017    | ISBN 978-3-8420-2906-4 |
| 5    | 4. März 2016     | ISBN 978-4-08-880630-3 | 11. Mai 2017     | ISBN 978-3-8420-2907-1 |
| 6    | 2. Mai 2016      | ISBN 978-4-08-880672-3 | 20. Juli 2017    | ISBN 978-3-8420-3345-0 |
| 7    | 4. Aug. 2016     | ISBN 978-4-08-880751-5 | 14. Sep. 2017    | ISBN 978-3-8420-3533-1 |
| 8    | 4. Okt. 2016     | ISBN 978-4-08-880792-8 | 16. Nov. 2017    | ISBN 978-3-8420-3679-6 |
| 9    | 2. Dez. 2016     | ISBN 978-4-08-880823-9 | 11. Jan. 2018    | ISBN 978-3-8420-4042-7 |
| 10   | 3. März 2017     | ISBN 978-4-08-881023-2 | 15. März 2018    | ISBN 978-3-8420-4261-2 |
| 11   | 2. Mai 2017      | ISBN 978-4-08-881073-7 | 17. Mai 2018     | ISBN 978-3-8420-4359-6 |
| 12   | 4. Aug. 2017     | ISBN 978-4-08-881192-5 | 12. Juli 2018    | ISBN 978-3-8420-4587-3 |
| 13   | 4. Okt. 2017     | ISBN 978-4-08-881210-6 | 13. Sep. 2018    | ISBN 978-3-8420-4588-0 |
| 14   | 4. Dez. 2017     | ISBN 978-4-08-881287-8 | 15. Nov. 2018    | ISBN 978-3-8420-4762-4 |
| 15   | 2. März 2018     | ISBN 978-4-08-881358-5 | 17. Jan. 2019    | ISBN 978-3-8420-4954-3 |
| 16   | 2. Mai 2018      | ISBN 978-4-08-881513-8 | 14. März 2019    | ISBN 978-3-8420-5210-9 |
| 17   | 3. Aug. 2018     | ISBN 978-4-08-881567-1 | 18. Juli 2019    | ISBN 978-3-8420-5510-0 |
| 18   | 2. Nov. 2018     | ISBN 978-4-08-881686-9 | 11. Sep. 2019    | ISBN 978-3-8420-5511-7 |
| 19   | 30. Dez. 2018    | ISBN 978-4-08-881693-7 | 6. Nov. 2019     | ISBN 978-3-8420-5762-3 |
| 20   | 5. Apr. 2019     | ISBN 978-4-08-881757-6 | 2. Jan. 2020     | ISBN 978-3-8420-5763-0 |
| 21   | 5. Juli 2019     | ISBN 978-4-08-881840-5 | 2. März 2020     | ISBN 978-3-8420-5972-6 |
| 22   | 4. Okt. 2019     | ISBN 978-4-08-882049-1 | 1. Mai 2020      | ISBN 978-3-8420-5973-3 |
| 23   | 4. Jan. 2020     | ISBN 978-4-08-882176-4 | 1. Aug. 2020     | ISBN 978-3-8420-6632-8 |
| 24   | 3. Apr. 2020     | ISBN 978-4-08-882254-9 | 1. Dez. 2020     | ISBN 978-3-8420-6762-2 |
| 25   | 3. Juli 2020     | ISBN 978-4-08-882346-1 | 10. Feb. 2021    | ISBN 978-3-8420-6763-9 |
| 26   | 2. Okt. 2020     | ISBN 978-4-08-882422-2 | 12. Mai 2021     | ISBN 978-3-8420-6915-2 |
| 27   | 4. Jan. 2021     | ISBN 978-4-08-882529-8 | 11. Aug. 2021    | ISBN 978-3-8420-7050-9 |
| 28   | 2. Apr. 2021     | ISBN 978-4-08-882594-6 | 10. Nov. 2021    | ISBN 978-3-8420-7108-7 |
| 29   | 2. Juli 2021     | ISBN 978-4-08-882712-4 | 9. Feb. 2022     | ISBN 978-3-8420-7152-0 |
| 30   | 4. Okt. 2021     | ISBN 978-4-08-882795-7 | 11. Mai 2022     | ISBN 978-3-8420-7369-2 |
| 31   | 4. Jan. 2022     | ISBN 978-4-08-882878-7 | 10. Aug. 2022    | ISBN 978-3-8420-7659-4 |
| 32   | 4. Apr. 2022     | ISBN 978-4-08-883071-1 | 9. Nov. 2022     | ISBN 978-3-8420-8106-2 |
| 33   | 4. Nov. 2022     | ISBN 978-4-08-883195-4 | 14. Juni 2023    | ISBN 978-3-8420-8388-2 |
| 34   | 3. März 2023     | ISBN 978-4-08-883410-8 | 13. Dez. 2023    | ISBN 978-3-8420-9146-7 |
| 35   | 2. Juni 2023     | ISBN 978-4-08-883195-4 | 10. Juli 2024    | ISBN 978-3-8420-9589-2 |
| 36   | 2. Feb. 2024     | ISBN 978-4-08-883665-2 | 13. Nov. 2024    | ISBN 978-3-7593-0203-8 |
| 37   | 4. Sep. 2025     | ISBN 978-4-08-884682-8 |                  |                        |

## Anime-Adaptionen
Zwischen dem 27. November und 18. Dezember 2016 wurde auf der Jump Festa eine Original Video Animation gezeigt, die die Handlung des ersten Manga-Kapitels zusammenfasst. Diese Episode wurde auch zusammen mit dem elften Mangaband am 2. Mai 2017 veröffentlicht und stammt aus dem Animationsstudio Xebec.
Ebenfalls auf dem Jump Festa 2016 wurde eine Anime-Fernsehserie angekündigt. Diese entstand bei Pierrot unter der Regie von Tatsuya Yoshihara und mit Hauptautor Kazuyuki Fudeyasu. Die verantwortlichen Produzenten waren Maiko Isogai, Masahiro Sugasawa und Naomi Komatsu. Das Charakterdesign stammt von Itsuko Takeda und die künstlerische Leitung lag bei Yuki Maeda.
Die 170 Folgen wurden vom 3. Oktober 2017 bis 30. März 2021 von TV Tokyo in Japan ausgestrahlt. Die Plattform Crunchyroll veröffentlicht den Anime international per Streaming, unter anderem mit deutschen und englischen Untertiteln. Funimation bringt eine englische Synchronfassung heraus. Auf der Animagic 2018 gab Publisher Kazé Deutschland bekannt, die Serie mit deutscher Synchronisation auf DVD und Blu-ray zu veröffentlichen. Begonnen wurde mit den 51 Episoden der ersten Staffel ab März 2019. Am 15. April 2020 startete die deutsche Erstausstrahlung auf dem Sender ProSieben Maxx mit der ersten Staffel der Serie. Kazé gab im Mai 2021 bekannt, Staffel zwei (51 Episoden) und drei (52 Episoden) zu veröffentlichen. Die Veröffentlichung von Staffel zwei war bis Juni 2022 abgeschlossen; die Veröffentlichung von Staffel drei begann Ende Februar 2023 und war bis zum Juli 2023 abgeschlossen. Die deutsche Synchronisation der vierten Staffel erschien am 14. August 2024 auf Crunchyroll.
Im Juli 2025 wurde eine Fortsetzung der Anime-Serie angekündigt, die ebenfalls im Studio Pierrot entsteht.

### Synchronisation
| Rolle                 | japanische Sprecher (Seiyū) | deutsche Sprecher         |
| --------------------- | --------------------------- | ------------------------- |
| Asta                  | Gakuto Kajiwara             | Maximilian Artajo         |
| Noelle Silva          | Kana Yūki                   | Jodie Blank               |
| Yuno                  | Nobunaga Shimazaki          | Jannik Endemann           |
| Yami Sukehiro         | Junichi Suwabe              | Tino Kießling             |
| Mereoleona Vermillion | Junko Minagawa              | Daniela Thuar             |
| Luck Voltia           | Ayumu Murase                | Johannes Walenta          |
| Julius Novachrono     | Toshiyuki Morikawa          | Florian Hoffmann          |
| Nero                  | Hitomi Sasaki               | Lea Kalbhenn              |
| Charmy Pappitson      | Kiyono Yasuno               | Peggy Pollow              |
| Zora Ideale           | Hikaru Midorikawa           | Sebastian Christoph Jacob |

### Musik
Die Musik der Serie komponierte Minako Seki. Als Vorspanntitel wurden folgende Lieder verwendet:
1. Haruka Mirai von Kankaku Piero
2. PAiNT it BLACK von BiSH
3. Black Rover von Vickeblanka
4. Guess Who Is Back von Kumi Kōda
5. Gamushara von Miyuna
6. Rakugaki Page von Kankaku Piero
7. JUSTadICE von Seiko Ōmori
8. sky & blue von Girlfriend
9. RiGHT NOW von EMPiRE
10. Black Catcher von Vickeblanka
11. Stories von Snow Man
12. Everlasting shine von Tomorrow X Together
13. Grandeur von Snow Man

Als Nachspanntitel wurden folgende Lieder verwendet:
1. Aoi Honō von Itowokashi
2. Amazing Dreams von Swanky Dank
3. Black to the dreamlight von EMPiRE
4. four von Faky
5. Tenjō Tenge von Miyuna
6. My Song My Days von Solidemo und Sakuramen
7. Hana ga Saku Michi von The Charm Park
8. Against All Gods von M-Flo
9. Jinsei wa senjō da von Kalen Anzai
10. New Page von Intersection
11. Answer von Kaf
12. A Walk von Gakuto Kajiwara
13. BEAUTIFUL von Treasure